# Minuartia recurva
Minuartia recurva är en nejlikväxtart. Minuartia recurva ingår i släktet nörlar, och familjen nejlikväxter.

## Underarter
Arten delas in i följande underarter:
- M. r. bigerrensis
- M. r. carica
- M. r. condensata
- M. r. orbelica
- M. r. oreina
- M. r. recurva

## Bildgalleri

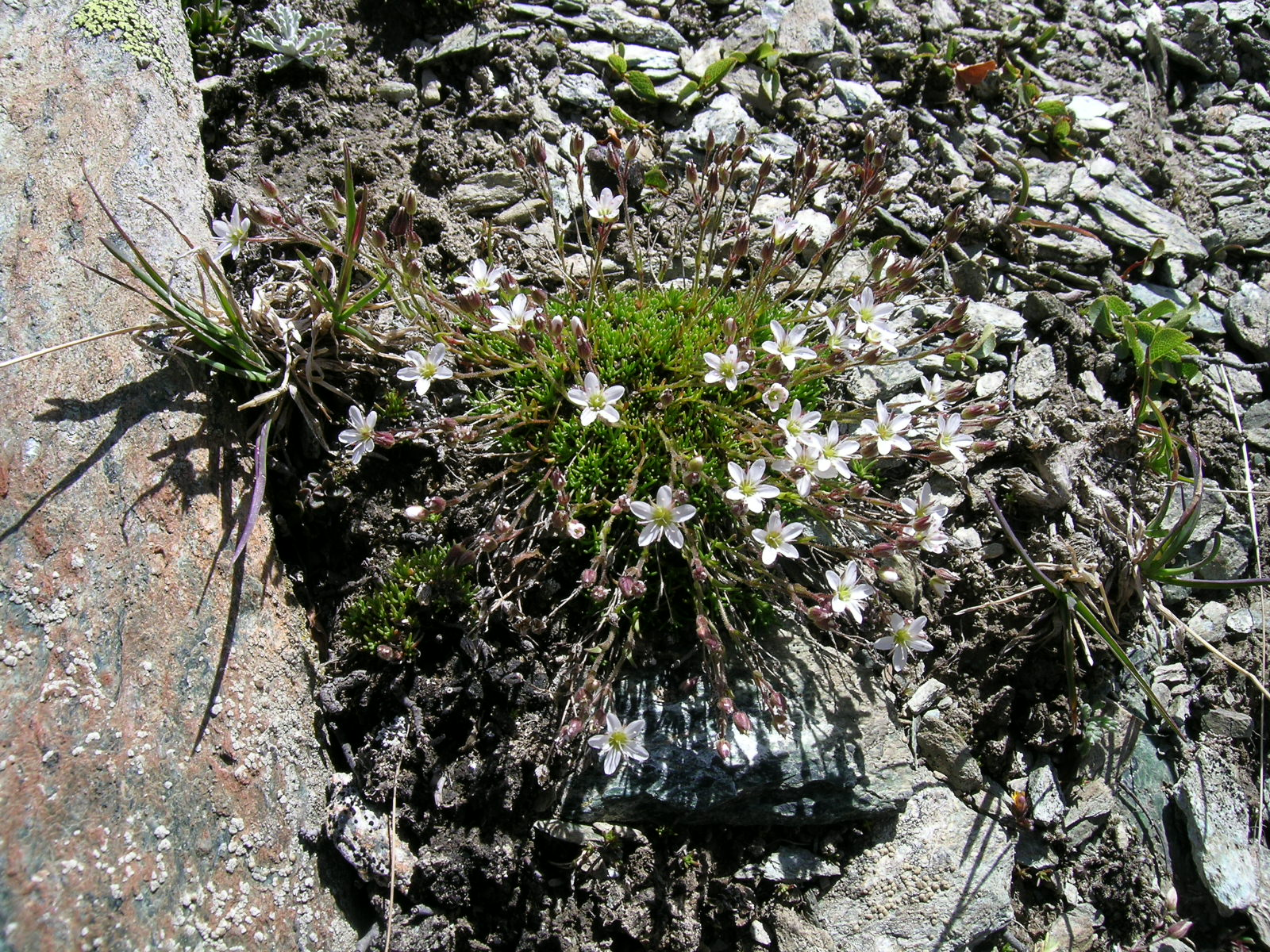
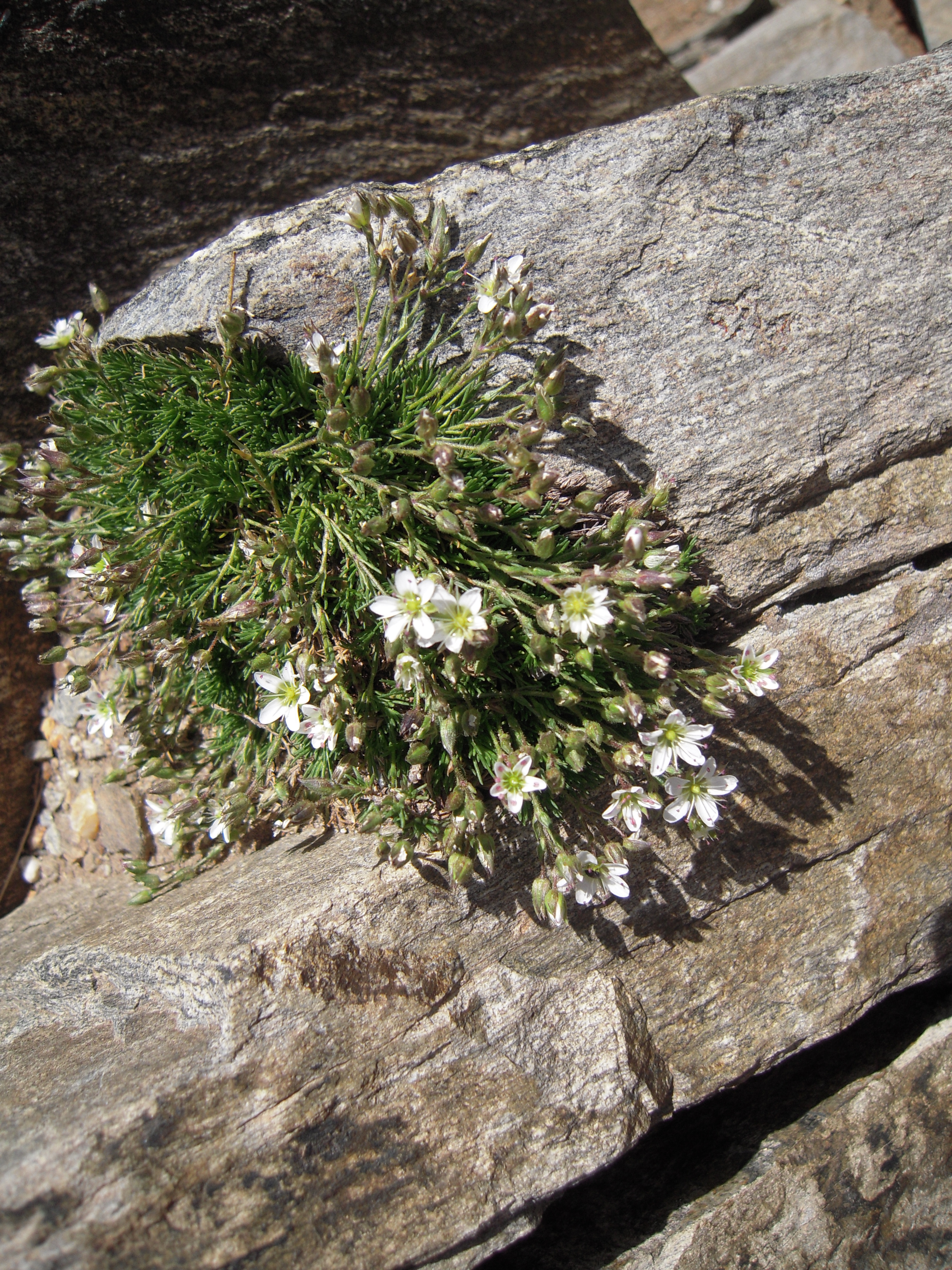
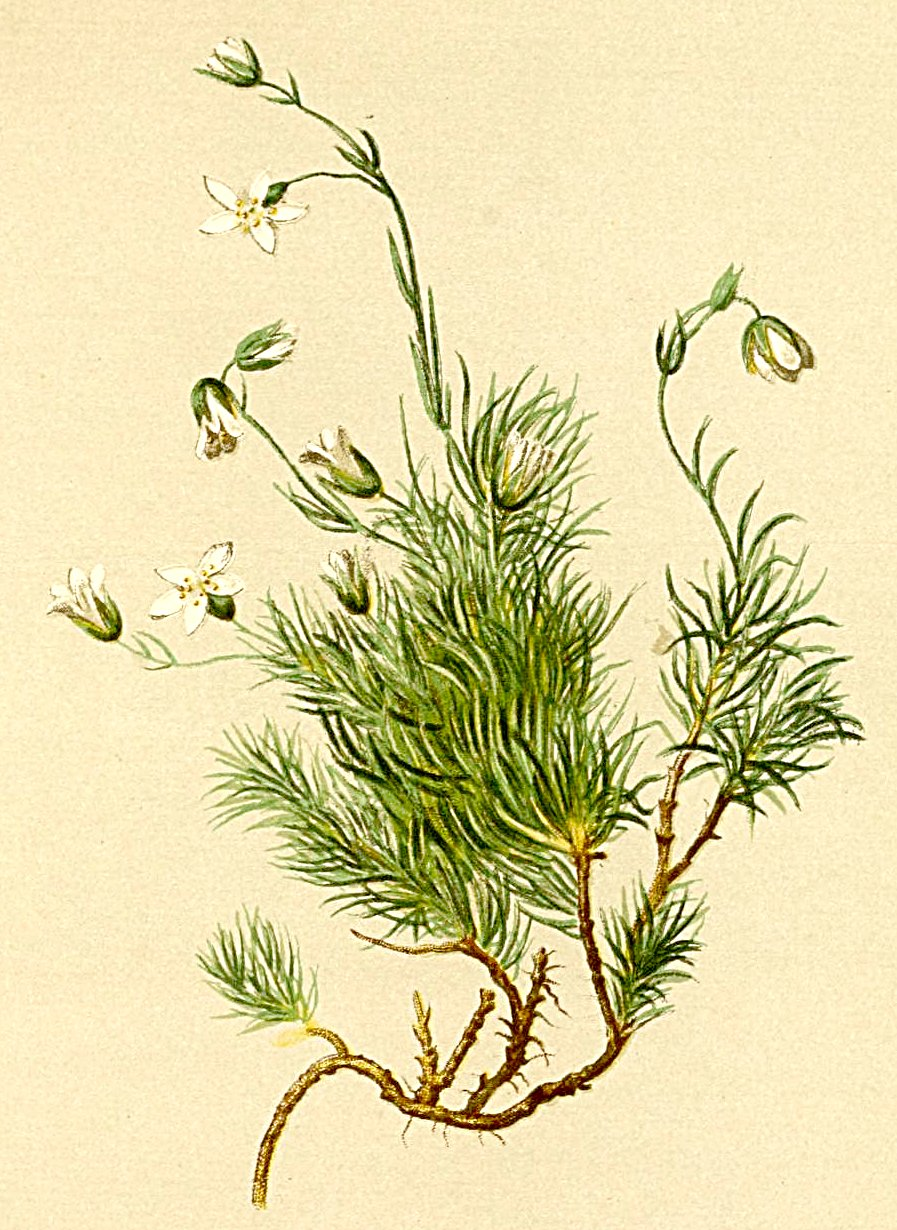